# Ectot-lès-Baons
Ectot-lès-Baons é uma comuna francesa na região administrativa da Normandia, no departamento de Sena Marítimo. Estende-se por uma área de 4,93 km². Em 2010 a comuna tinha 399 habitantes (densidade: 80,9 hab./km²).